# Valsemé

Valsemé este o comună în departamentul Calvados, Franța. În 1 ianuarie 2022 avea o populație de 264 de locuitori.